# Covenant Chain
Covenant Chain (Förbundskedjan) var ett komplicerat system av allianser mellan Irokesförbundet och de engelska kolonierna i nordöstra Nordamerika vars ursprung går tillbaka till början av 1600-talet och de första avtalen mellan kolonin New York och mohawkerna. 

## Kedjan smides samman
De tidigaste överenskommelserna mellan irokeserna och de engelska kolonierna kallades bildligen kedjor som band dem samman. Flyktigheten i många av dessa avtal krävde mer formella förbund. Dessa krävde upprepade förnyelser eller bekräftelser åtföljda av ansenliga subsidier till irokeserna. Andra kolonier, som Massachusetts, Connecticut, Rhode Island och Maryland ingick senare i Förbundskedjan, precis som Tuscarora bland irokeserna. New York och mohawkerna utgjorde dess fasta beståndsdelar. 

## Lenaperna
Lenni Lenaperna kom att ingå i Förbundskedjan som Irokesförbundets klienter. Sedan irokeserna besegrat susquehannockerna 1675 kom de också att överta överhögheten över lenaperna. Dessa var sedan 1677 tvungna att varje år i Conestoga betala en tribut till irokeserna. Det var bara Irokesförbundet som hade talesrätt i Förbundskedjan och lenaperna och andra klienter ingick som underordnade medlemmar. För lenaperna var Förbundskedjan tämligen värdelös då dess konsekvenser för deras del framförallt bestod i irokesiska krav på hjälptrupper.

## Kedjan bryts
I juni 1753 förkunnande mohawkerna officiellt att kedjan var bruten på grund av att kolonierna olovligen lagt under sig mark och vatten som tillhörde Irokesförbundet. Det var en tid då fransmännen åter tog ett fast grepp om Ohiodalen och 1754 mötte de engelska koloniala ledarna irokesförbundets representanter i Albany. Genom gåvor och löften återupprättades kedjan och vid det fransk-indianska krigets utbrott förblev irokeserna neutrala. Sedan den franska armén besegrats utanför Québec 1759 övergav Kanadas sju nationer 1760 sin allians med Frankrike och inträdde i Förbundskedjan som neutrala. 

## Den nya kedjan
Under det amerikanska frihetskriget förblev fyra av sex irokesiska nationer lojala mot Storbritannien. Termen Förbundskedjan har sedan dess använts för att beteckna alliansen mellan den brittiska kronan, de lojalistiska irokeserna och Kanadas sju nationer.